# イオンタウン信州山形
イオンタウン信州山形（イオンタウンしんしゅうやまがた）は、長野県東筑摩郡山形村にあるイオンタウンが運営するネイバーフッド型ショッピングセンター（NSC）。2011年11月21日にサラダ街道ショッピングセンターを名称変更して開業した。

## 競合店
- アイシティ21 - 村内に所在する郊外型ショッピングセンター。
- イオン南松本店- 隣接する松本市に所在。
- イトーヨーカドー南松本店 - 同上。
- コミュニティマーケットプレイス・ギャザ - 隣接する塩尻市に所在。

## アクセス

### バス
- ぐるっとまつもとバス（松本市西部地域コミュニティバス）の村井山形線、ぐるっとまつもとバスの朝日波田線で『イオンタウン山形バス停』すぐ。[独自研究?]
  - 村井駅から村井山形線で約30分。[独自研究?]
  - 波田駅から朝日波田線で約30分。[独自研究?]

#### 広報資料・プレスリリースなど一次資料
1. ↑  １１月２１日（月）モール型ＳＣ名を「イオンモール」に名称統一します イオン 2011年10月27日(PDF)[リンク切れ]